# LEGO Loco
LEGO Loco è un videogioco LEGO sviluppato da Intelligent Games per Microsoft Windows e distribuito nel 1998. Si tratta di un gioco di tipo "virtual world" open-ended con un'enfasi sul trasporto ferroviario. Lo scopo del gioco è quello di costruire una città in cui le minifigure LEGO possano vivere.

## Modalità di gioco
All'inizio del gioco, il giocatore dispone di un "Toy Box", da cui si possono selezionare varie componenti da un elenco e metterli direttamente nello spazio a disposizione. Il giocatore può costruire strade, linee ferroviarie, stazioni, incroci, edifici e paesaggi. Per avviare la simulazione, il giocatore deve chiudere il Toy Box e la città prenderà vita (anche se il giocatore lo può aprire nuovamente per apportare le modifiche, salvare la città, o crearne una nuova). Dopo un po' le minifigure LEGO inizieranno a muoversi nelle strade e marciapiedi se presenti. Il giocatore può, cliccandole con il mouse, raccoglierle e posizionarle altrove. Questo può influenzare l'umore della figura, a seconda di dove è collocata.

## Materiale rotabile
Il treno, composto all'interno dell'officina, può comprendere al massimo quattro elementi in composizione, tre veicoli rimorchiati più l'unità di trazione.

### Unità di trazione
- Locomotiva diesel gialla, basato sul modello "Freight Rail Runner"
- Locomotiva a vapore verde
- Locomotore elettrico grigio, basato sul modello "Metroliner"

### Carrozze
- Carrozza "Metroliner" grigia
- Carrozza "Metroliner" verde
- Carrozza "Metroliner" blu
- Carro postale
  - può assumere due stati, vuoto o carico (questo se il treno è passato nei pressi di un ufficio postale)

### Carri merci
- Carro cisterna
- Carro tramoggia